# Shamaran

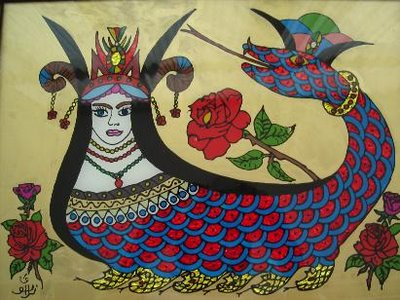
Immagine di Shahmara

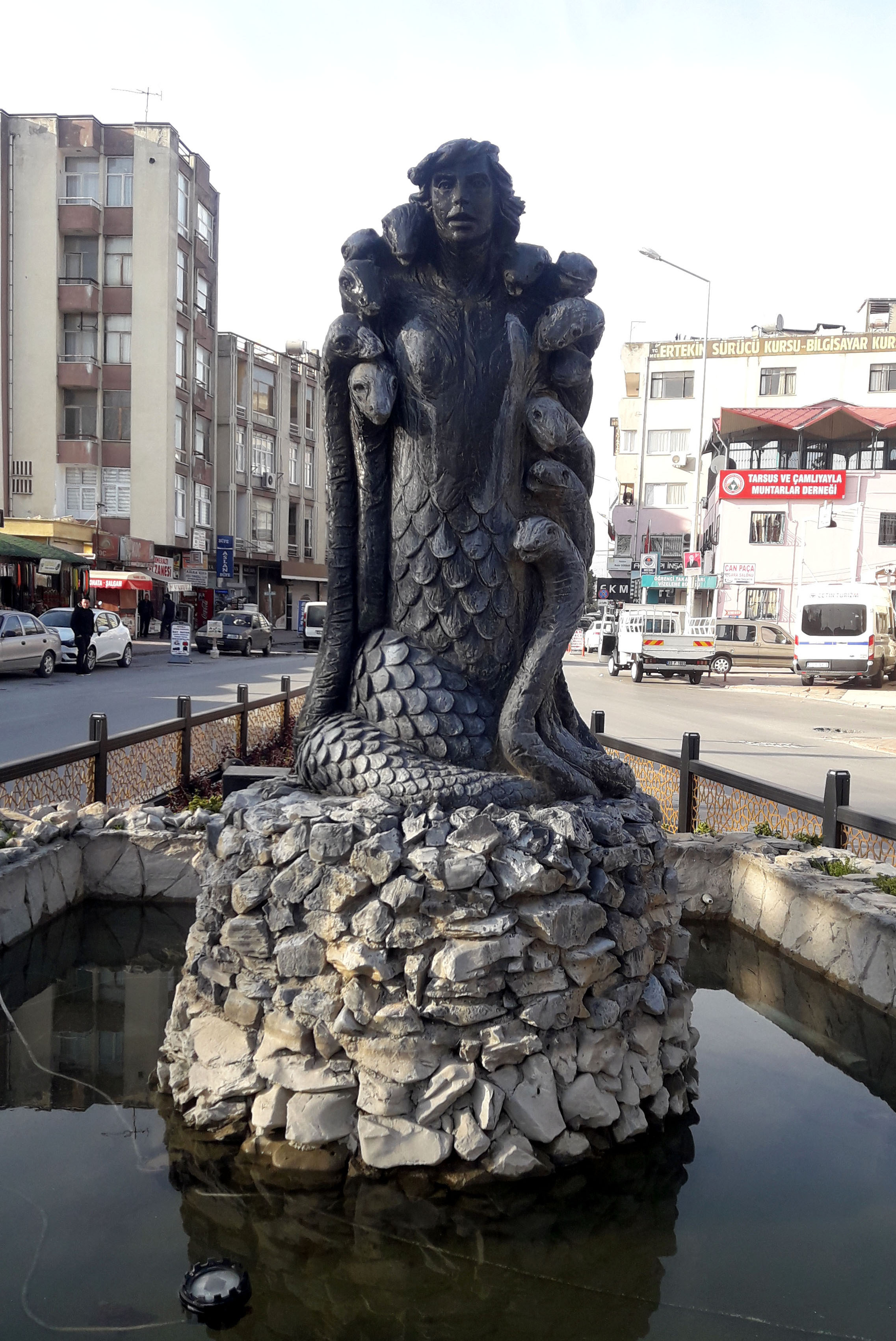
Statua di Shahmaran a Tarso, in Turchia

Shahmaran (in persiano شاهماران‎, Shahmaran, lett. 'Shah (re) dei serpenti'), è una creatura mitologica, metà donna e metà serpente, che si ritrova in diverse varianti nel folklore dell'Iran, dell'Anatolia, degli altopiani armeni, dell'Iraq e dei curdi.
Il nome di Shahmaran deriva dalle parole persiane "Shah" (شاه) e "Maran" (ماران). "Shah" è un titolo usato per i re persiani, "mar" significa serpente, mentre al plurale "mar-an" significa serpenti.

## Mitologia
Shahmaran è una creatura mitologica, metà serpente e metà donna, il primo essere umano che incontra è un giovane di nome Camasb (noto anche come Yada Jamsab, Jamisav, Jamasp in altre versioni della storia). Camasb rimane bloccato in una grotta dopo aver cercato di rubare del miele con alcuni amici, i suoi amici lo lasciano solo nella grotta. Decide di esplorare la grotta e trova un passaggio per una sala che sembra un giardino mistico e bellissimo con migliaia di serpenti di colore bianchiccio che vivono in armonia con la Shahmaran. A questo punto, Shahmaran e Camasb si innamorano e vivranno nella sala della caverna, dove la Shahmaran gli insegnerà la medicina e le erbe curative. A Camasb manca la sua vecchia vita e vuole andarsene, rassicura la Shahmaran di non raccontare dove si trova. Passano molti anni.
Il re della città di Tarso si ammala e il visir scopre che il trattamento della sua condizione richiede la carne di Shahmaran. Camasb racconta alla gente della città dove vive Shahmaran, secondo la leggenda Shahmaran disse: "sbollentami in un piatto di terra, dai il mio estratto al visir e dai da mangiare la mia carne al sultano". La portano in città e la uccidono in un bagno chiamato "Şahmaran Hamam". Il re mangia la sua carne e continua a vivere, il visir beve l'estratto e muore. Camasb beve l'acqua di Shahmaran e diventa un medico, acquisendo la saggezza di Shahmaran.
A causa della sua antichità, ci sono molte varianti della stessa storia.

## Nella cultura di massa
In Turchia, si crede che una Shahmaran viva nella città mediterranea di Tarso. Una leggenda simile si racconta nella regione di Mardin, una città con una grande percentuale di popolazione curda e araba. Nella Turchia orientale, la storia di Shahmaran è ancora popolare, dove la popolazione del paese è di circa il 15% - 20% curda. In queste regioni la sua leggenda è comunemente rievocata, con la sua immagine raffigurata in ricami, tessuti, tappeti e gioielli. La storia e le immagini di Shahmaran sono considerate un patrimonio nazionale in Turchia.
Molte versioni della storia di Shahmaran si trovano in libri di fantasia, inclusa la traduzione di JC Mardrus di Le mille e una notte. Il libro di fiabe del 1944 intitolato The Ring of Shah Maran, A Story from the Mountains of Kurdistan di Raphael Emmanuel racconta la storia popolare di un ragazzo che condivide il pane con gli animali e si guadagna il rispetto di Shahmaran.
La cantante olandese di origine iraniana, Sevdaliza, ha incluso una canzone intitolata "Shahmaran" nel suo album di debutto ISON.
Dal 2016, i sostenitori LGBTQ in Turchia e in località del Medio Oriente hanno utilizzato l'immagine di Shahmaran come simbolo del sostegno alle problematiche LGBTQ. L'immagine di Shahmaran è stata utilizzata anche per simboleggiare la forza delle donne curde dagli artisti Zehra Doğan e Canan Senol. Nel 2020, il comune di Mardin in Turchia ha ospitato una mostra d'arte pubblica, Shahmaran Mardin, con statue Shahmaran di Ayla Turan, che sono state decorate da artisti e aziende locali.
Nel 2023 viene distribuita una serie tv intitolata Shahmaran.

## Storia
Il bacino di Shah Maran-Daulatabad è un antico sistema di irrigazione dell'età del ferro, scoperto negli anni '60 e '70 vicino a Tepe Yahya, nell'Iran sudoccidentale.
Ad Adana, nel sud della Turchia, lo Yılankale (castello del serpente) è conosciuto localmente come: "la casa di Shahmaran".
Shahmeran Hamam è uno storico hamam (bagno turco) a Tarso, in Turchia, associato a Shahmaran.